# Eichholz (Eckenhagen)
Eichholz (Eckenhagen) ist ein Ort von 106 Ortschaften der Gemeinde Reichshof im Oberbergischen Kreis im nordrhein-westfälischen Regierungsbezirk Köln in Deutschland.

## Lage und Beschreibung
Die nächstgelegenen Zentren sind Gummersbach (31 km nordwestlich), Köln (69 km westlich) und Siegen (41 km südöstlich).

## Geschichte

### Erstnennung
1541 wurde der Ort das erste Mal urkundlich erwähnt und zwar „Thoenis uf dem Eichholz gehört zu den Zeugen bei einem Grenzumgang.“ 
Schreibweise der Erstnennung: Eichholtz
| Bevölkerungsentwicklung | Bevölkerungsentwicklung |
| Jahr                    | Einwohner               |
| ----------------------- | ----------------------- |
| 1991                    | 130                     |
| 2005                    | 132                     |
| 2008                    | 137                     |
| 2017                    | 133                     |
| 2018                    | 131                     |
| 2019                    | 134                     |